# シクロブタジエン
1,3-シクロブタジエン (1,3-cyclobutadiene) は分子式が C4H4 と表される、4員環に2個の二重結合を持った有機化合物である。最も小さいアヌレン（[4] アヌレン）である。赤外分光法により基底状態では長方形の構造であることが確認されている。シクロブタジエンは理論計算や置換シクロブタジエンの分光分析と結晶学的研究に基づいて、長方形/非平面の基底状態と正方形の励起三重項状態の対の間の平衡状態にあると考えられている。シクロブタジエンは交互に並んだ単結合と二重結合を持っているが、ヒュッケル則を満たしておらず平面構造は三重項の不安定な反芳香族分子であると予測されている。一部のシクロブタジエン-金属化合物は安定である。これは金属原子が系にもう2電子を与えることが原因であると考えられる（シクロブタジエンジアニオン種のπ電子数は6個となりヒュッケル則を満たすため芳香族性を示し安定となる）。一重項状態への平面、長方形歪みはヤーン・テラー効果が原因である。テトラ-tert-ブチル置換シクロブタジエンはX線結晶構造を決定するのに十分安定であり、この分析によって歪んだ非平面幾何構造と分子中のC–C二重結合が通常よりも長い（観測値1.464 Å、期待値1.34 Å）ことが明らかにされた。
シクロブタジエンのπ電子エネルギーは、対応する鎖状分子の1,3-ブタジエンよりも高い。したがって、シクロブタジエンは「芳香族」ではなく反芳香族であると言われる。シクロブタジエンの電子状態は様々な計算手法によって調べられてきた。一重項状態は長方形構造を持つ。第一励起状態は平面幾何構造を持つ三重項である。長方形構造は2つの異なる1,2-ジューテリオ-1,3-シクロブタジエン立体異性体の存在と一致する。これは、π電子が局在化しており、ゆえに芳香族とは見なされないことを示している。

## 合成
さまざまな合成法が試みられた後、1965年にテキサス大学のローランド・ペティットが最初に合成に成功したが単離には至らなかった。この時は C4H4Fe(CO)3 と硝酸セリウムアンモニウムなどを用いた、シクロブタジエン金属錯体の分解反応により得られた。そこで用いられるシクロブタジエン鉄トリカルボニル錯体は、Fe4(CO)9と 3,4-ジクロロシクロブテンを用いた脱ハロゲン化水素反応により得られる。
誘導体としては、シアノ基とジメチルアミノ基を2つずつ向かい合わせに持つものが合成されており、置換基の電子効果によって安定に存在する。またtert-ブチル基を3つまたは4つ持ったシクロブタジエン誘導体も合成されており、これは二量化などの分子間反応が立体障害によって速度論的に防がれている。
ほか、ドナルド・クラムらがヘミカルセランド（内部に小分子を包み込み、外界から遮断できるかご状分子）内で、光反応によって2-ピロンからシクロブタジエンを発生させ、NMRなどによってその存在を観測している。この包摂化合物は常温でも安定である。不活性ガスをマトリクスとして低温で発生させ、分光学的に観測した研究も報告されている。

## 反応
ディールス・アルダー反応により、35 Kで二量化することが知られている。
鉄錯体が分解して遊離したシクロブタジエンは、プロピオール酸メチルやアセチレンジカルボン酸ジメチルなど電子不足のアルキンと反応してデュワーベンゼン環を生成する。アセチレンジカルボン酸ジメチルが付加したデュワーベンゼン誘導体は、90 ℃に加熱するとフタル酸ジメチルへと異性化する。
2,2'-ビス(フェニルエチニル)ビフェニルの熱反応により、2個のアルキン部位が[2+2]の形式で環化してシクロブタジエン環に変わる。この環は 2,3,4,5-テトラフェニルシクロペンタ-2,4-ジエノンにより捕捉され、シクロオクタテトラエン誘導体などの生成物を与える。